# 어디에 계십니까 그리운 장군님
〈어디에 계십니까 그리운 장군님〉은 김정일이 작곡한 것으로 추정되는 조선민주주의인민공화국의 노래이다.
한국전쟁이 배경으로, 주인공인 간호장교 강연옥이 주인공이다. 강영옥은 노래에서 자신의 위대한 지도자이자 '친애하는 장군님' 김일성을 만나겠다는 평생의 꿈을 표현한다.

## 같이 보기
- 북한의 개인숭배